# 한그루
한그루(본명: 민한그루, 1992년 5월 29일 ~ )는 대한민국의 가수 출신 배우이다. 유이와 비슷한 외모로 인해 데뷔 전부터 '압구정 유이'로 불리며 화제가 되었다. 2011년 1월 12일 EP 음반 Groo One을 발매해 가수로 데뷔했다. 같은 해 8월 채널CGV 드라마 《소녀 K》에 출연하며 배우로 데뷔했다.

## 생애
한그루라는 이름은 나무 한 그루로 인해 큰 숲을 이루고 많은 열매를 맺으라는 뜻에서 부모님이 직접 지어 줬다고 한다. 초등학교 5학년 때 미국 캘리포니아주로 유학을 떠났다. 캘리포니아주에서는 아카시아 초등학교를 다녔는데, 부시 대통령상을 수상받았다. 또한 미국 Dance USA Hip-hop 부분 1등, 미국 Showbiz Dance Competition, Jazz 부분 2등, 미국 Dancespot Dance Competition, Hip-hop 부분 1등, 미국 Starpower Dance Competition, Tap 부분 3등, 미국 American Stage, Lyrical 부분 3등, 미국 Hall of Fame Dance Challenge 2005 National Hip-hop 2등, Jazz 3등, Tap 2등 등 여러 춤 대회에서 수상했다.
15살 때에는 중국 문화에 관심이 생겨 중국 베이징으로 가서 베이징 국제예술학교를 다녔다. 그곳에서 4년간 검술과 승마를 배웠다고 한다. 미국에서 살 때는 탭 재즈, 발레, 힙합 등 여러 춤을 배웠고, 이 때문에 중국어와 영어를 잘 구사한다. 이후 2008년 대한민국에 돌아와서 작곡가 주영훈을 만나게 되고 오디션 때 2000:1이라는 경쟁률을 뚫었다고 한다. 이후 2년간 트레이닝을 거친 끝에 2011년 1월 데뷔 EP 앨범 Groo One을 발매했고, 타이틀 곡 "Witch Girl"로 활동했다. 2011년 3월 17일에는 디지털 싱글 "My Boy"를 발매했다. 가수로 데뷔했지만 2011년 8월부터 방영된 채널CGV 드라마 '소녀 K'에 출연한 이후 사실상 연기자로 전향하였다.
평소 언론에 명문대 출신 형제자매들과의 우애를 과시하는 등 가족들에 대한 인터뷰가 잦아 엄친딸이라는 평을 들었다. 하지만 한 네티즌이 '모든 인터뷰 내용은 거짓이며 한그루가 거론하는 형제자매들은 피 한 방울 안 섞인 남이다. 자신들은 한그루에 대해 잘 알지도 못하며, 함께 생활할 당시 한그루의 친어머니인 계모로부터 정신적 학대를 받았다. 짧은 시간 함께 지냈지만, 현재 연락처도 거주지도 모르는 사이이다'라고 밝혔으며 한그루도 인정을 하고 사과문을 언론에 공개했다.(아마도 그 네티즌이 실제 한그루의 이복 남매들 중의 한 명인 듯하다) '나도 새 아빠와의 생활이 힘들었다. 현재는 엄마와 새아빠도 이혼을 한 상태이다'라는 내용의 사과문에 그러나 네티즌들과 의붓언니의 반응은 더욱 냉담했으며, 의붓 형제자매들은 '염치가 없다. 내 아버지는 친자식 셋을 다 버리고 당신을 교육시켰다. 다시는 당신과 어디에서도 마주치고 싶지 않다'라며 한그루 사과문에 대한 답장을 온라인에 게재했다.
2015년 9살 연상의 일반인과 결혼하였다. 그 후 결혼한 지 2년만인 2017년에 쌍둥이 남매를 낳았다.
결혼 후 연예 활동을 중단하는 듯 하였으나 2022년 6월 샛별당엔터테인먼트와 전속 계약을 체결하며 복귀를 알렸다.
2022년 9월 27일자 기사로 이혼을 알렸다. 두 쌍둥이 남매의 양육권은 한그루가 가져가기로 했다고 한다.

## 영향
데뷔 초 한그루는 "어렸을 적부터 엄정화 선배를 제 롤모델로 삼았어요. 연기와 가수에서 모두 두각을 나타내신 엄정화 선배는 정말 제가 좋아하고 존경하는 선배에요"라며 엄정화를 자신의 롤 모델로 꼽았다. 한편 배우로서의 롤 모델은 이미숙이라고 밝혔다.

## 음반 활동
EP
| 앨범 번호 | 앨범 정보                                       | 트랙 리스트                                                                                             |
| --------- | ----------------------------------------------- | --- |
| 1         | Groo One 발매일: 2011년 1월 13일 발매사:KT 뮤직 | 1. Paradise 2. Witch Girl 3. SF (OK! Here We Go) 4. 쉿~! 비밀 5. Paradise (Inst.) 6. Witch Girl (Inst.) |

싱글
| 앨범 번호 | 앨범 정보                                            | 트랙 리스트                              |
| --------- | ---------------------------------------------------- | ---------------------------------------- |
| 1         | My Boy 발매일: 2011년 3월 17일 발매사:KT 뮤직        | 1. My Boy 2. My Boy (Inst.)              |
| 2         | Take Out Shoes 발매일: 2015년 4월 13일 발매사:CJ ENM | 1. Take Out Shoes (Feat. 월리 of 빅타임) |

OST
| 앨범 번호 | 앨범 정보                                                       | 트랙 리스트                                                                         |
| --------- | --------------------------------------------------------------- | ----------------------------------------------------------------------------------- |
| 1         | 소녀K OST Part 1 발매일: 2011년 8월 17일 발매사:KT 뮤직         | - My Turn - My Turn (Inst.)                                                         |
| 2         | 오늘만 같아라 OST 발매일: 2011년 12월 2일 발매사:KT 뮤직        | - 오늘을 사랑해 - 오늘을 사랑해 (Inst.) - 오늘을 사랑해 (Piano Solo)                |
| 3         | 연애말고 결혼 OST Part 5 발매일: 2014년 8월 22일 발매사:CJ ENM  | - 연애는 이제 그만 (Rock Ver.) (With 2morro) - 연애는 이제 그만 (Rock Ver.) (Inst.) |
| 4         | 신레렐라 게임 OST Part 4 발매일: 2025년 3월 14일 발매사: 이프로 | - 나무 - 나무 (lnst.)                                                               |

## 출연 작품

### 드라마
| 연도        | 방송       | 제목                                  | 역할             | 비고         |
| ----------- | ---------- | ------------------------------------- | ---------------- | ------------ |
| 2011        | OCN Movies | 소녀 K                                | 차연진           |              |
| 2011        | MBC        | 오늘만 같아라                         | 김미호           | 128부작      |
| 2012        | JTBC       | 우리가 결혼할 수 있을까               | 민이동비         | 20부작       |
| 2013        | MBC        | 스캔들: 매우 충격적이고 부도덕한 사건 | 하수영           | 36부작       |
| 2013        | SBS        | 따뜻한 말 한마디                      | 나은영           | 20부작       |
| 2014        | tvN        | 연애 말고 결혼                        | 주장미           | 16부작       |
| 2015        | tvN        | 슈퍼대디 열                           | 로라 장 (장만옥) | 8회 특별출연 |
| 2024        | ENA        | 야한(夜限) 사진관                     | 진나래           | 16부작       |
| 2024~2025년 | KBS2       | 신데렐라 게임                         | 구하나(이하나)   | 101부작      |

### 예능
- 2014년 SBS 《런닝맨》 - 게스트
- 2015년 MBC 《진짜 사나이 - 여군특집 3》
- 2024년 TV CHOSUN 《이제 혼자다》 - 조윤희 편 VCR 출연 (1회)
- 2025년 KBS2 《공부와 놀부》 게스트 (1회)
- 2025년 TV CHOSUN 《식객 허영만의 백반기행》 게스트 (298회)

### MC
- 2011년 Mnet 《세레나데 대작전 시즌2》
- 2011년 SBS 《재미있는 퀴즈클럽》
- 2011년 QTV 《수미옥》

### 광고
- 2010년 12월 - 화성건설
- 2011년 1월 - 아이비클럽
- 2011년 2월 - 나이키 러닝 ‘FREE YOURSELF” 디지털 영상
- 2012년 4월 - 아모레퍼시픽 아리따움
- 2014년 8월 - SK텔레콤
- 2014년 10월 - 아모레퍼시픽 해피바스
- 2015년 3월 - 동서식품 카누
- 2015년 9월 - 맘스클럽 아토팜

## 기타 활동
- 2013년 인터넷클린센터 홍보대사

## 수상 및 후보
| 연도 | 시상식                         | 부문                  | 작품             | 결과 |
| ---- | ------------------------------ | --------------------- | ---------------- | ---- |
| 2003 | 미국 대통령 교육상             | 빈칸                  | 빈칸             | 수상 |
| 2011 | 제13회 엠넷 아시안 뮤직 어워드 | 여자 신인상           | Witch Girl       | 후보 |
| 2011 | 제19회 대한민국 문화연예대상   | 드라마부문 신인연기상 | 오늘만 같아라    | 수상 |
| 2014 | 제50회 백상예술대상            | TV부문 여자신인연기상 | 따뜻한 말 한마디 | 후보 |
| 2014 | 제7회 스타일아이콘어워즈       | 뉴아이콘상            | 빈칸             | 수상 |
| 2014 | SBS 연기대상                   | 뉴스타상              | 따뜻한 말 한마디 | 수상 |